# روكسان ميدوز
روكسان ميدوز هي مصورة و مصمة معمارية و تفنية مجتهدة مهتمة بالعلم و التصوير (التشخيصي) ومخرجة أفلام أمريكية. منذ عام 1985، قدمت ميدوز تصيير التصاميم وعمل النماذج المعمارية، ، بالإضافة إلى العمل على تصميمات لمطورين ومهندسين معماريين رواد في جميع أنحاء البلاد. كانت رئيسة ومؤسسة لشركة الفنون المعمارية، والتي استمرت هذه الخدمة من 1997-2008.
عملت روكسان مع المستقبلي الشهير جاك فريسكو لتطوير وتعزيز مشروع فينوس. وشاركت في التصاميم الداخلية والخارجية وبناء مباني مشروع فينوس على مساحة 21 فدان كمركز للبحوث والتخطيط.
كما أعدت روكسان ميدوز المخططات والنماذج والتصاميم لمدن عديدة وغيرها من المقترحات التي قدمها مشروع فينوس على مدى 35 عاماً وحتى الآن. ولقد ظهرت الكثير من تلك المخططات والنماذج والتصاميم في العديد من الصحف والمجلات، وكذلك على شاشات التلفزيون، والأفلام الوثائقية، والأفلام، والمواقع، والمدونات.
هي، والسيد فريسكو، حاضروا وأجروا حلقات دراسية في جميع أنحاء العالم باعتبارهم مستقبليون لتقديم أهداف ومقترحات مشروع فينوس.